# 大江翔萌美
大江 翔萌美（おおえ ともみ、1989年〈平成元年〉6月15日 - ）は、日本の女優。東京都出身。スタークラスターエンタテインメント所属。AKB48の元メンバー（1期生）であり、DokiDoki☆ドリームキャンパスの元メンバー。2017年までは大江 朝美（おおえ ともみ）、2019年までは夢朝 千代（ゆめのとも ちよ）、2020年9月まではトモミとして活動していた。

## 略歴
- 2005年10月30日 - 『AKB48オープニングメンバーオーディション』に合格（応募総数7,924名、最終合格者24名）。
- 2005年12月8日 - オープニングメンバー候補生のうち20名として、AKB48劇場グランドオープンの舞台に立った（旧チームAに所属）。
- 2008年10月11日 - 『AKB48 チームA 4th Stage「ただいま恋愛中」リバイバル公演』千秋楽においてニューゲートプロダクションに所属することを発表。
- 2008年11月23日 - 『AKB48 まさか、このコンサートの音源は流出しないよね?』をもって、AKB48を卒業。
- 2010年4月1日 - DokiDoki☆ドリームキャンパスの一員として活動開始。
- 2010年7月6日 - DokiDoki☆ドリームキャンパスを卒業。
- 2010年12月31日 - 体調不良により芸能活動を続けることが困難になり、ニューゲートプロダクションを退所。
- 2012年11月1日 - 主演ミュージカル「CHANCE」で芸能活動を再開した。
- 2013年6月 - 劇団FREE SIZEに所属することとなった[1]。
- 2017年5月 - 夢朝千代への改名を発表[2]。
- 2019年10月 - トモミへの改名を発表[3]。
- 2020年9月 - 大江翔萌美への改名を発表。

## 人物
- 趣味は、お菓子作りと詩を書くこと[4]。
- 女優志望心が強い[5]。

### 交友関係
- SDN48・2期生の亜希子と、女優の平田薫は高校の同級生である[6]。
- 元旧チームAのメンバーで同日に卒業した中西里菜と仲が良く、「さくらんぼ姉妹」を結成した。
- 『DokiDoki☆ドリームキャンパス』で活動を共にしたメンバーの中では、特に吉田ユウ、友咲まどかと大親友であり、三人で『ねこちゃんチーム』を結成している[7]。

## AKB48在籍時の参加曲

### シングルCD選抜曲
- 桜の花びらたち
  - Dear my teacher - チームA名義
- 「スカート、ひらり」に収録
  - 青空のそばにいて - チームA名義
- 会いたかった
  - だけど… - チームA名義
- 「軽蔑していた愛情」に収録
  - 涙売りの少女
- 「BINGO!」に収録
  - Only today - チームA名義
- 「夕陽を見ているか?」に収録
  - 夕陽を見ているか?（ひまわり2.1Mix）
- 「ロマンス、イラネ」に収録
  - ロマンス、イラネ（ひまわり 2nd 2.1Mix）
- 「大声ダイヤモンド」に収録
  - 大声ダイヤモンド（team A ver.）
  - 109（マルキュー） - チームA名義

### 劇場公演ユニット曲
チームA 1st Stage「PARTYが始まるよ」公演
- 星の温度（1st UNIT）

 チームA 2nd Stage「会いたかった」公演
- 恋のPLAN

 チームA 3rd Stage「誰かのために」公演
- 投げキッスで撃ち落せ!※
- ライダー
- 制服が邪魔をする※
※前田敦子が映画撮影などメディアへの出演等で欠場時に代役として務めた。

 チームA 4th Stage「ただいま恋愛中」公演
- 7時12分の初恋

 ひまわり組 1st Stage「僕の太陽」公演
- ヒグラシノコイ
※高橋みなみのスタンバイ

## 作品

### 映像作品
- 大江朝美 FIRST DVD〜AKB48 Graduation〜 （2009年4月24日、彩文館出版）
- 月刊大江朝美ちゃんねる（仮）（2009年6月30日、彩文館出版）
- ただいま。（2020年12月23日、竹書房）
- おかえり（2021年8月1日、マイロール）

## 出演

### テレビドラマ
- 交渉人〜THE NEGOTIATOR〜（2009年11月26日、テレビ朝日） - アイドル歌手・tamaki 役

### バラエティ
- AKB0じ59ふん!（2008年6月30日 - 7月21日、日本テレビ）
- エンタ!SELECTION（2009年4月 - 6月、スカパー!エンタ!371）
- ABK48（2010年4月・5月・10月 - 時期未詳、グリーンチャンネル）

### 映画
- イケてる2人（2009年8月）- 蟻賀瀬涼子 役
- エッチを狙え! -イヌネコ。-（2009年8月）
- 新説 牡丹灯籠 壱〜この世の果て（2009年）
- ローカルボーイズ（2010年3月19日）
- トリツキ（2014年）
- ブラック・フィルム （2015年1月24日公開） - 橋本 役[8]

### 舞台
- 郡司行雄プロデュース公演
  - Vol.108「CHANCE 2012」（2012年11月1日 - 4日、サンモールスタジオ） - 主演・片桐麗 役（空組、白石晴香とのWキャスト）
  - Vol.109「東京レビュー2」（2012年11月29日 - 12月1日、銀座みゆき館劇場)
  - Vol.110「アリス〜不思議の国の物語」（2013年2月14日 - 17日、銀座みゆき館劇場） - 猫マーシャ 役（帽子組、常盤美妃とのWキャスト）
- N.I.produce×劇団FREE SIZE第7回公演「バカとロミオとジュリエット（再）！」（2013年10月18日 - 20日、シアターサンモール）
- 劇団FREE SIZE 特別公演「shuffle! シャッフル」（2014年5月23日 - 25日、明石スタジオ）
- N.I.Produce 第9回公演「鳴かぬなら‥」（2014年10月17日 - 19日、シアターサンモール）
- GRASP vol.3 ツラヌキ怪賊団 presents「ねぇ、ヒルガオが咲いてるよ。」（2015年8月19日 -  23日、新宿村LIVE） - 橘澪 役
- full score 2nd score「White Canvas Live ～ 1秒後のセカイへ ～」（2016年1月15日、下北沢VOICE FACTORY)
- 舞台 エンテナ PLAY UNION 第二回公演『年の始めのためしとて』「タナと毒の女王」（2016年1月27日 - 1月31日、萬劇場）- 田中ゆい 役
- ツラヌキ怪賊団 Tribute Sailing「ここだけの話」（2016年5月12日 - 17日、サンモールスタジオ）- 神山明日香 役
- 音楽劇「なよたけのかぐや姫」（2016年6月17日-19日、川崎市アートセンター アルテリオ小劇場）- 紫式部 役
- 演劇ユニットFamiliar 第6回公演「GAME～欲動～」（2016年7月13日 - 18日、中野 劇場MOMO）
- TAU Actors Promotion 「広くてすてきな宇宙じゃないか」 (2016年8月21日 - 24日、高田馬場ラビネスト)
- WITH YOU 第4回公演「有限会社ひきもどし」（2016年9月7日- 12日、サンモールスタジオ）
- 2017年サンモールスタジオ新春公演「西戸山ワルツ」（2017年1月6日 - 10日、サンモールスタジオ）
- ふれいやプロジェクト×ハロー職１コラボレーション公演 「ビーフシチューはビールで煮込んで」(2017年12月20日 - 24日、中野 劇場MOMO)
- 劇団脳細胞 第一回公演「日本の悲劇」（2018年05月2日 - 6日、OFF OFFシアター) - 風間絵里子 役

### ラジオ
- AKB48 今夜は帰らない…（2007年4月7日 - 9月29日、CBCラジオ）
- DJ Tomoaki's Radio Show!（2010年7月1日、下北FM） - ゲスト出演
- とものMagic hour de Paradise（2013年11月7日 - 自身初の冠番組として現在も放送中、WALLOP）
- アイドルライブ情報部☆（2014年10月9日、下北FM） - ゲスト出演
- 大江翔萌美の世界はひとつ、ひとつの空 → 大江翔萌美のSORA-ヒトツノソラ- （2020年12月4日 - 、レインボータウンFM）

### CM
- 月刊大江朝美ちゃんねる（仮）（2009年1月1日 - 、タクシーエム）

### ネット配信
- アメリカザリガニのアイドル★チェキ!II（2009年4月27日、GyaOジョッキー）

## 書籍

### 写真集
- AKB48 Graduation（2009年2月25日、彩文館出版、撮影：SAIKI HIROYOSHI）ISBN 978-4-7756-0373-4